# Patrick Bevin
Patrick Bevin (* 15. Februar 1991 in Taupō) ist ein ehemaliger neuseeländischer Straßenradrennfahrer.

## Sportliche Laufbahn
2009 gewann Patrick Bevin bei den Ozeanienmeisterschaften in Australien in der Juniorenklasse die Bronzemedaille im Einzelzeitfahren und Gold im Straßenrennen; bei der Tour of Southland entschied er zwei Etappen für sich. 2012 gewann er den Univest Grand Prix, 2014 zwei Etappen von An Post Rás sowie die neuseeländische Meisterschaft im Kriterium, seinen ersten nationalen Titel. 2015 gewann er das REV Classic sowie Etappen der Herald Sun Tour, der Tour de Taiwan und der Tour de Korea. Bei der Herald Sun Tour und der Tour de Korea belegte er zudem Platz zwei in ter Gesamtwertung Im Jahr darauf wurde er neuseeländischer Zeitfahrmeister. Im selben Jahr war er bei der Czech Cycling Tour erstmals bei einem Mannschaftszeitfahren erfolgreich.
2018 wurde Bevin Vierter bei der Tour of Britain. Im selben Jahre gehörte er zum BMC Racing Team, das die Mannschaftszeitfahren von Tirreno–Adriatico und der Tour de France gewann. Mit diesem Team errang er bei den Straßenweltmeisterschaften 2018 Bronze im Mannschaftszeitfahren. Im Einzelzeitfahren belegte er Rang acht.
Nachdem er bei der Tour Down Under 2019 mit seinem Etappensieg im Bergaufsprint der zweiten Etappe seinen ersten Sieg in der UCI WorldTour erzielte, wurde Bevin zur „tragischen Figur“: Bis zur fünften und vorletzten Etappe führte er die Gesamtwertung an, dann stürzte er gemeinsam mit anderen Fahrern zehn Kilometer vor dem Ziel. Er fuhr die Etappe zu Ende und musste anschließend ins Krankenhaus gebracht werden. Dennoch trat er bei der letzten Etappe an, belegte letztlich nur Rang 41, gewann aber die Punktewertung.
Nach Auflösung des CCC Teams wurde Bevin zur Saison 2021 Mitglied bei Israel-Premier Tech. Im zweiten Jahr für das Team gewann er aus einer Ausreißergruppe heraus die vorletzte Etappe der Türkei-Rundfahrt 2022 und legte damit auch den Grundstein für den Gewinn der Gesamtwertung. Bei der Tour de Romandie 2022 erzielte er seinen zweiten Erfolg auf der UCI WorldTour.
Zur Saison 2023 wechselte Bevin zum Team DSM. Am 4. November 2024 wurde sein Karriereende bekannt. 

## Erfolge

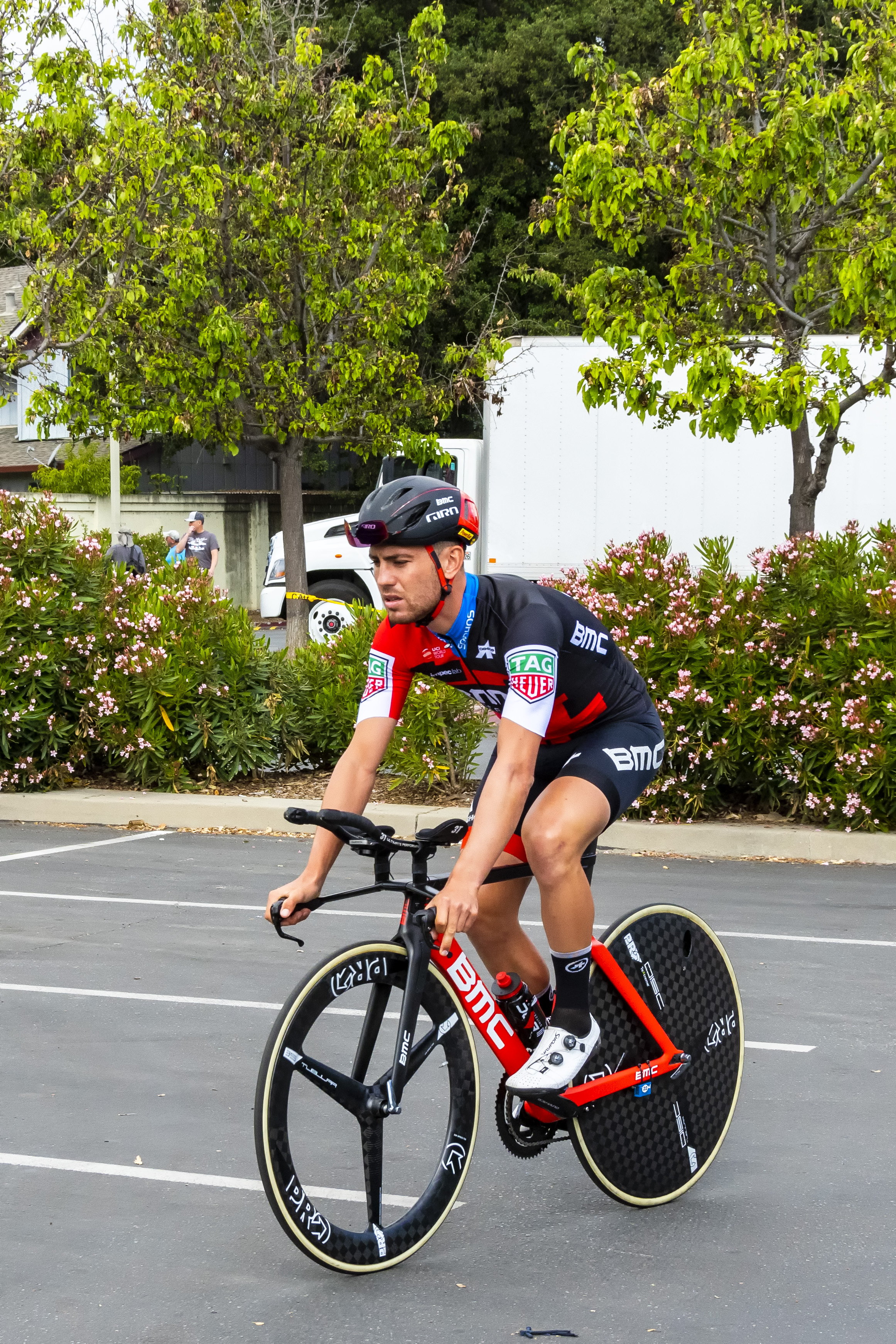
Patrick Bevin bei der Kalifornien-Rundfahrt 2018

2009
- Ozeanienmeisterschaft – Einzelzeitfahren (Junioren)
- Ozeanienmeisterschaft – Straßenrennen (Junioren)
- zwei Etappen Tour of Southland

2012
- Punktewertung New Zealand Cycle Classic
- Neuseeländische Meisterschaft – Straßenrennen
- Univest Grand Prix

2014
- zwei Etappen An Post Rás
- Neuseeländischer Meister – Kriterium

2015
- eine Etappe Herald Sun Tour
- The REV Classic
- eine Etappe Tour de Taiwan
- eine Etappe Tour de Korea

2016
- Neuseeländischer Meister – Einzelzeitfahren
- Mannschaftszeitfahren Czech Cycling Tour

2018
- Mannschaftszeitfahren Tirreno–Adriatico
- Mannschaftszeitfahren Tour de France
- Punktewertung Tour of Britain
- Weltmeisterschaft – Mannschaftszeitfahren

2019
- Neuseeländischer Meister – Einzelzeitfahren
- eine Etappe und Punktewertung Tour Down Under

2022
- Gesamtwertung und eine Etappe Türkei-Rundfahrt
- eine Etappe Tour de Romandie

## Grand-Tour-Platzierungen
| Grand Tour            | 2018 | 2019 | 2020 | 2021 | 2022 | 2023 | 2024 |
| --------------------- | ---- | ---- | ---- | ---- | ---- | ---- | ---- |
| Giro d’ItaliaGiro     | –    | –    | –    | 48   | –    | –    | –    |
| Tour de FranceTour    | DNF  | DNF  | –    | –    | –    | –    | –    |
| Vuelta a EspañaVuelta | –    | DNF  | –    | –    | 75   | –    | –    |